# Takruitertje
Het takruitertje (Collybiopsis ramealis) is een schimmel behorend tot de familie Omphalotaceae. Het komt voor op takjes, twijgen en naalden, soms op blad of houtige kruiden, in loof- en naaldbos.

## Kenmerken
Hoed
De diameter is 3 tot 12 mm. De hoed is vliezig, mat, gewelfd, met een verlaagd centrum. De kleur is gelig-roze, vaak met een donkerder centrum. De hoedrand is scherp en nat gerimpeld.
Lamellen
De lamellen staan wijd uiteen. Ze zijn witachtig crème van kleur als ze jong zijn en worden later een vuile roze tint.
Steel
De steel is 3 tot 20 mm lang en 1 mm dik. De steel is zemelig tot fijn vlokkig. De kleur is wittig-roze tot gelig, met een donkere basis. Het is meestal relatief kort en vaak min of meer gebogen. De steel is vol.
Geur
De geur is zwak.
Sporenprint
De sporenprint is wit. 
Sporen
De langwerpige sporen zijn vaak min of meer puntig aan één uiteinde. De sporenmaat is 8-11 × 2,5-4 µm.

## Verspreiding

Europees verspreidingsgebied

Het takruitertje komt voor in Noord-Amerika (Mexico, VS), Azië (Georgië, Oost-Siberië, Noord-Korea, Zuid-Korea), Noord-Afrika (Marokko) en Europa. In Europa heeft het zich verspreid in het meridionale tot gematigde gebied. Het is aangetroffen in het zuiden en zuidoosten van West-Europa (Spanje, Corsica, Italië, Macedonië, Bulgarije, Roemenië, Oekraïne). In West-Europa komt het voor in Frankrijk, de Benelux en in Groot-Brittannië en Ierland. Het is ook wijdverbreid in Centraal-Europa en Oost-Europa (Wit-Rusland). In het noorden wordt het gevonden in Estland en in het zuiden en midden van Fennoscandia. In Noorwegen strekt het bereik zich uit tot de 65e, in Zweden tot de 63e en in Finland tot de 60e breedtegraad
In Nederland komt het zeer algemeen voor. Het is niet bedreigd en staat niet op de rode lijst.